# Острово (гміна Ґневково)
Острово (пол. Ostrowo, нім. Ostrowo bei Argenau) — село в Польщі, у гміні Ґневково Іновроцлавського повіту Куявсько-Поморського воєводства.
Населення — 239 осіб (2011).
У 1975-1998 роках село належало до Бидгощського воєводства.

## Демографія
Демографічна структура станом на 31 березня 2011 року:
|          | Загалом | Допрацездатний вік | Працездатний вік | Постпрацездатний вік |
| -------- | ------- | ------------------ | ---------------- | -------------------- |
| Чоловіки | 129     | 22                 | 91               | 16                   |
| Жінки    | 110     | 19                 | 70               | 21                   |
| Разом    | 239     | 41                 | 161              | 37                   |